# Morrisville, Greene County, Pennsylvania
Morrisville är en ort i Greene County i delstaten Pennsylvania, USA.